# 出軌的女人
《出軌的女人》是香港作詞家潘源良執導的2011年香港電影，伍健雄監製。是次為潘源良繼1985年初執導《戀愛季節》後，相隔25年再執導筒的第二部作品，另外，他也同時擔任本片美術總監。同時亦為夏文汐繼1989年《說謊的女人》後，相隔21年擔任主演復出作品。
本片為第三十五屆香港國際電影節參展作品，將於2011年3月23日作世界首映。於2011年3月24日香港正式上映。
本片主題曲〈兩心花〉為林憶蓮主唱，並獲得第31屆香港電影金像獎最佳原創電影歌曲。

## 故事
萬太、何太和馬太是名媛，行為舉止優雅，是婦女會的核心成員，卻因內心的空虛和家庭問題而過度的壓抑慾望，與丈夫關係疏離而變得寂寞寡歡。隨著萬太的丈夫有外遇，三人決定去找男妓來尋歡。男妓阿Bill的出現，令萬太瘋狂迷戀著他，亦因此與兩位好友的關係急劇變差。與男妓的關係漸漸逆轉，終於促使他們對與家庭和愛情，甚至自己內心的規條所打破，愈是沉淪愈是墮落。其後，阿Bill身份所埋藏的秘密，更令各人之生活逐漸失控......

## 演員
- 夏文汐──冰冰 Alice（萬太）
- 葉　璇──Josephine（馬太）
- 吳家麗──Pinky（何太）
- 陳偉霆──Bill/Ben
- 杜汶澤──黑白哥（Josephine老公）
- 鄭丹瑞──何生
- 余安安──Man爸
- 譚俊彥──阿超
- 冼色麗──慕男 Sevon
- 林子祥──万生
- 鍾紹圖──何家寶
- 盧覓雪──台灣闊太
- 梁祖堯──Simon
- 陳家樂──Tony
- 鄭家維──Jay
- 韓君婷──金太
- 李柏煥──青年男子

## 工作人員
- 導演：潘源良
- 編劇：潘源良、楊漪姍
- 監製：伍健雄
- 原創音樂：吳杰
- 攝影指導：林國華 (HKSC)、溫文傑 (HKSC)
- 剪接：鐘偉釗 (HKSE)、許偉傑
- 美術總監：潘源良
- 服裝設計：張學潤
- 出品人：李國興、胡幗英、伍健雄

## 外部連結
- 《出軌的女人》的Facebook專頁
- 開眼電影網上《出軌的女人》的資料（繁體中文）
- 豆瓣电影上《出軌的女人》的資料 （简体中文）
- 时光网上《出軌的女人》的資料（简体中文）
- AllMovie上《出軌的女人》的资料（英文）
- 爛番茄上《出軌的女人》的資料（英文）
- 香港影庫上《出軌的女人》的資料（繁體中文）
- 互联网电影数据库（IMDb）上《出軌的女人》的资料（英文）